# Syntrichia minor
Syntrichia minor är en bladmossart som beskrevs av M. T. Gallego et al. 2000. Syntrichia minor ingår i släktet skruvmossor, och familjen Pottiaceae. Inga underarter finns listade i Catalogue of Life.